# Luminița (revistă)
Luminița a fost o revistă destinată școlarilor mici, fondată în 1953 și publicată la București, de-a lungul perioadei comuniste din România.
A fost succesoarea revistei „Pogonici”, care apăruse între 1949 și 1953.
Revista era editată de Comitetul Central al Uniunii Tineretului Muncitor (ulterior Uniunea Tineretului Comunist).
Avea în grijă publicarea periodicului pentru preșcolari „Arici-Pogonici”.
În ședința Secretariatului CC al PCR din ziua de 18 octombrie 1977, Nicolae Ceaușescu spunea: Și revista "Luminița" și-a îmbunătățit conținutul?! Hotărârea conducerii de partid a stabilit că trebuie să-și îmbunătățească conținutul, dar, după cum este prezentată aici, este greu de spus că s-a respectat hotărârea. ... Am stabilit ca să păstrăm revista "Luminița", cu caracter general, și în loc de revista "Arici Pogonici" să facem o revistă cu un conținut nou.